# Marouane Hadhoudi
Marouane Hadhoudi (en arabe : مروان الهدهودي), né le 13 février 1992 à Casablanca, est un footballeur international marocain jouant au poste de défenseur central au Sabah FC en Azerbaïdjan

## Biographie

### Carrière en club

#### Jeunesse et débuts
Marouane Hadhoudi voit le jour le 13 février 1992 dans le quartier de Derb Sultan, à Casablanca. Amoureux du Raja dès son plus jeune âge, il se rendait au Stade Mohammed V afin de supporter son équipe préférée, et précisément au virage Curva Sud Magana où se réunissait les plus fanatiques des supporters.

#### Difaâ Hassani d'El Jadida (2015-2020)
Le 18 août 2015, le Difaâ Hassani d'El Jadida enrôle Marouane Hadhoudi pour trois saisons.
Le 13 septembre, il dispute son premier match avec sa nouvelle équipe en remplaçant Jawad El Omari en fin de rencontre. Il est titularisé dès la rencontre suivante contre le Wydad AC (défaite 2-1).
Le 9 septembre 2016, il inscrit son premier but avec le Difaâ d'El Jadida contre Amal Souk Sabt au titre des 16e de finale de la Coupe du trône (victoire 3-0). Le club Doukkali va continuer son parcours avant d'être éliminé en demi-finale face à l'Olympique de Safi.
Le 4 décembre, le club annonce le renouvellement du contrat de Marouane Hadhoudi jusqu'au terme de la saison 2019-2020.
Le Difaâ va terminer le championnat en deuxième position pour s'assurer une place en Ligue des champions pour la deuxième fois de son histoire.
Le 21 février 2018, Hadhoudi dispute son premier match en compétitions africaines contre le Sport Bissau e Benfica au titre du tour préliminaire de la Ligue des champions de la CAF 2018 (nul 0-0).
Le 2 septembre 2019, il délivre sa première passe décisive contre l'Olympique de Khouribga en 17e journée du championnat (défaite 2-1).
Le 22 février 2020, il inscrit son premier but en championnat face au Ittihad de Tanger à la suite d'un centre de Jonathan Ifunga Ifasso (nul 1-1).

#### Raja Club Athletic (depuis 2020)
Le 9 septembre 2020, le Raja annonce la venue de Marouane Hadhoudi qui paraphe un contrat de trois ans. Le joueur est un pur produit du club avant qu'il ne le quitte en 2015 vers le Difaâ Hassani d'El Jadida avec qui il va évoluer pendant cinq saisons.
Le 10 décembre au Stade Mohamed-V, il dispute son premier match contre le RC Oued-Zem au titre de la deuxième journée du championnat (victoire 3-2).
Le 10 juillet 2021, le Raja CA s'impose en finale de la Coupe de la confédération face aux Algériens de la JS Kabylie et d'adjuge son troisième titre de la compétition (victoire, 2-1).

### Carrière internationale
En janvier 2018, il est retenu parmi la liste des 23 sélectionnés par Jamal Sellami pour prendre part au Championnat d'Afrique des nations 2018 organisé au Maroc. Les Lions de l'Atlas vont réaliser un parcours sans faute et vont s'adjuger le titre en battant le Nigeria en finale sur le score de 4-0.

## Palmarès

### En club
Raja Club Athletic (2)
- Coupe de la confédération :
  - Vainqueur en 2020-21.
- Coupe arabe des clubs champions :
  - Vainqueur en 2020
- Championnat du Maroc :
  - Vice-champion en 2020-21 et 2021-22.
- Coupe du trône
  - Finaliste en 2022.

 Difaâ d'El Jadida
- Championnat du Maroc :
  - Vice-champion en 2016-17.
- Coupe du trône :
  - Finaliste en 2017.

### En sélection
Équipe nationale du Maroc (1)
- Championnat d'Afrique des nations:
  - Vainqueur en 2018.

### Distinctions personnelles
- Dans l'équipe type du Coupe de la confédération 2021.